# 探险活宝：因为好奇所以探索地牢
《探险活宝：因为好奇所以探索地牢》是WayForward Technologies开发，D3 Publisher发行的动作冒险游戏。游戏于2013年在PlayStation 3和Xbox 360发行，后来移植到Windows、Wii U和任天堂3DS。
游戏获媒体普遍批评，称游戏玩法单调没有深度。